# 金華登山鉄道
金華登山鉄道（きんかとざんてつどう）は、かつて岐阜城で知られる岐阜県岐阜市の金華山に存在したケーブルカーの計画である。

## 路線データ（計画時）
- 路線距離：0.7km（岐阜市金華山麓 - 金華山山頂）
- 軌間：1067mm

## 歴史
- 1928年（昭和3年）1月21日 金華山鋼索鉄道（発起人総代岡田明徳）に対し鉄道免許状下付[1]
- 1928年（昭和3年）4月19日 金華登山鉄道に名称変更[2]
- 1930年（昭和5年）9月2日 免許失効（指定の期限まで工事施工の認可を申請せさるため）[3]

発起人には美濃電気軌道社長福田継治郎や取締役岡田明徳が名を連ねていた。

## その他
- 大正時代に、金華山登山鉄道の計画が存在していた。金華登山鉄道と名称は似ているが、全く別の計画である。